# Fiat Marea
La Fiat Marea est un modèle du constructeur automobile italien Fiat produit de 1996 à 2007 (2002 pour l'Europe) la remplaçante de la Fiat Tempra. C'est une déclinaison des modèles Fiat Bravo et Fiat Brava. Elle est proposée en carrosserie traditionnelle tricorps à 4 portes et Weekend, un break à 5 portes.
La Marea fut la voiture la plus utilisée par les forces de police italiennes durant les années 1998-2002 (dans sa version 155 ch principalement).
À noter qu'une version autrement performante a été commercialisée au Brésil. Le moteur essence 2.0 20v turbo a été emprunté au Fiat Coupé Turbo Plus, d'où des performances en nette hausse comparées aux 147 ch du 2.0 20v atmo commercialisé en Europe. Ce modèle hérite également d'un restylage de l'arrière avec l'intégration de feux de la Lancia Lybra .

## Les motorisations

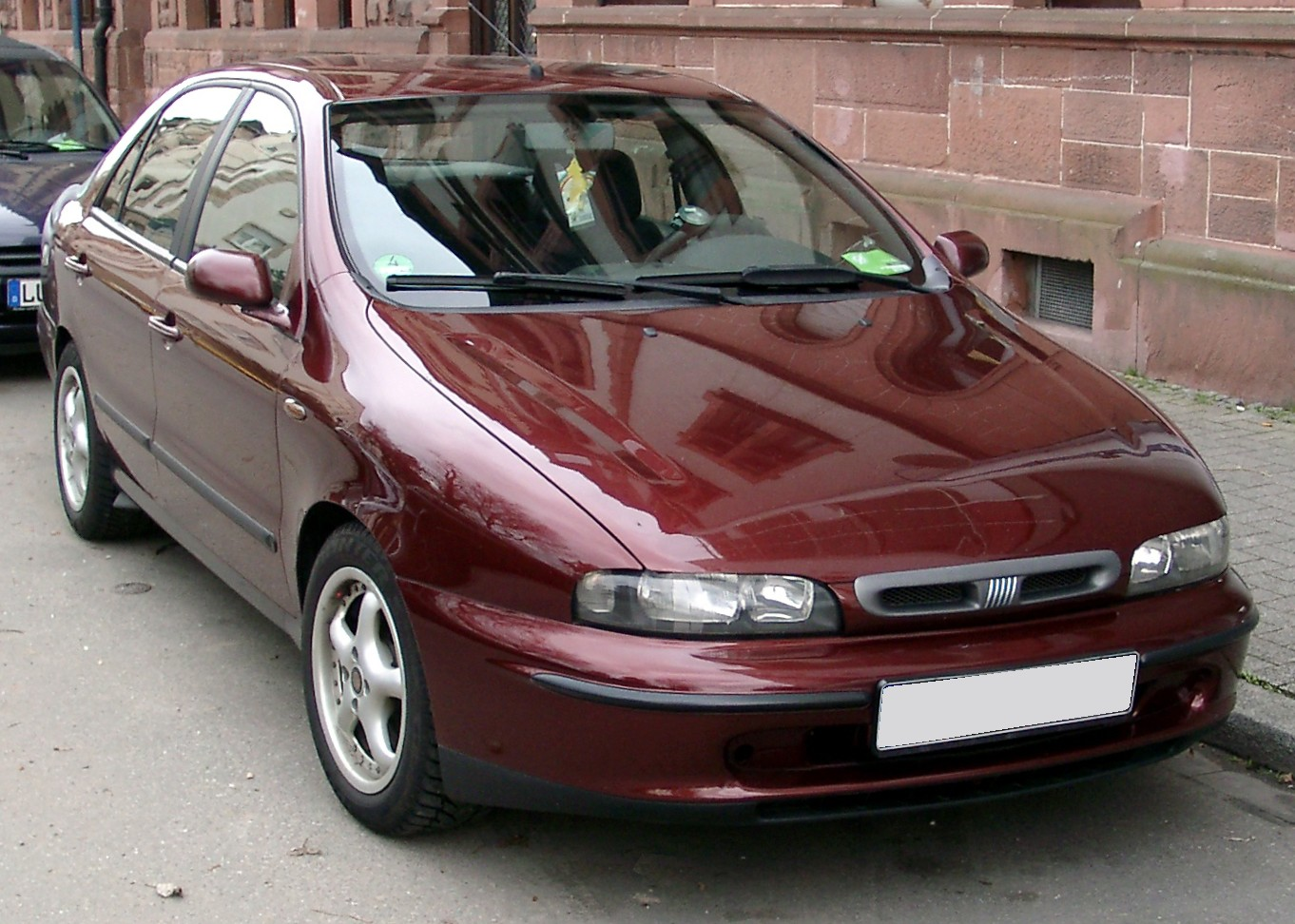
Fiat Marea

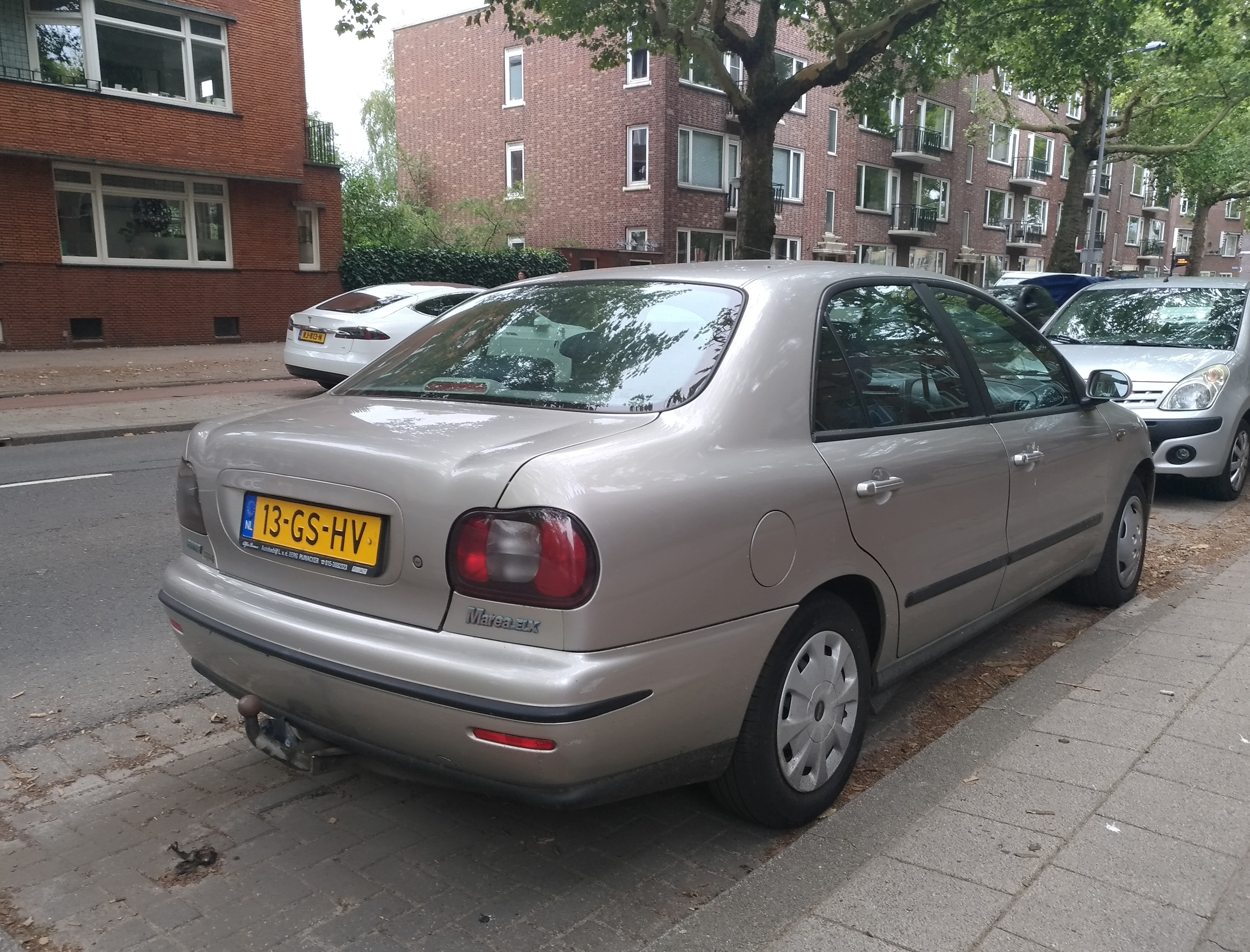
Fiat Marea

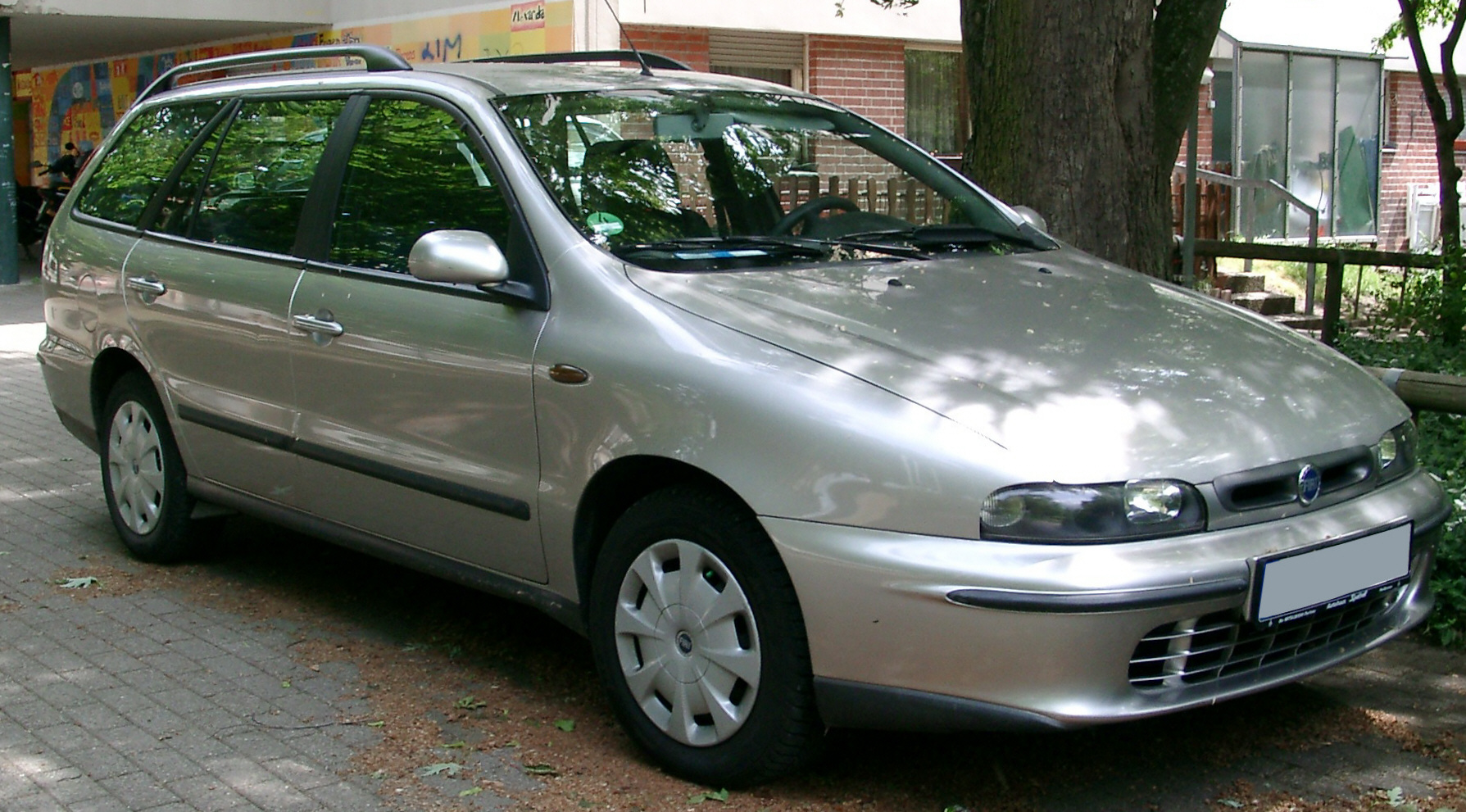
Fiat Marea Weekend

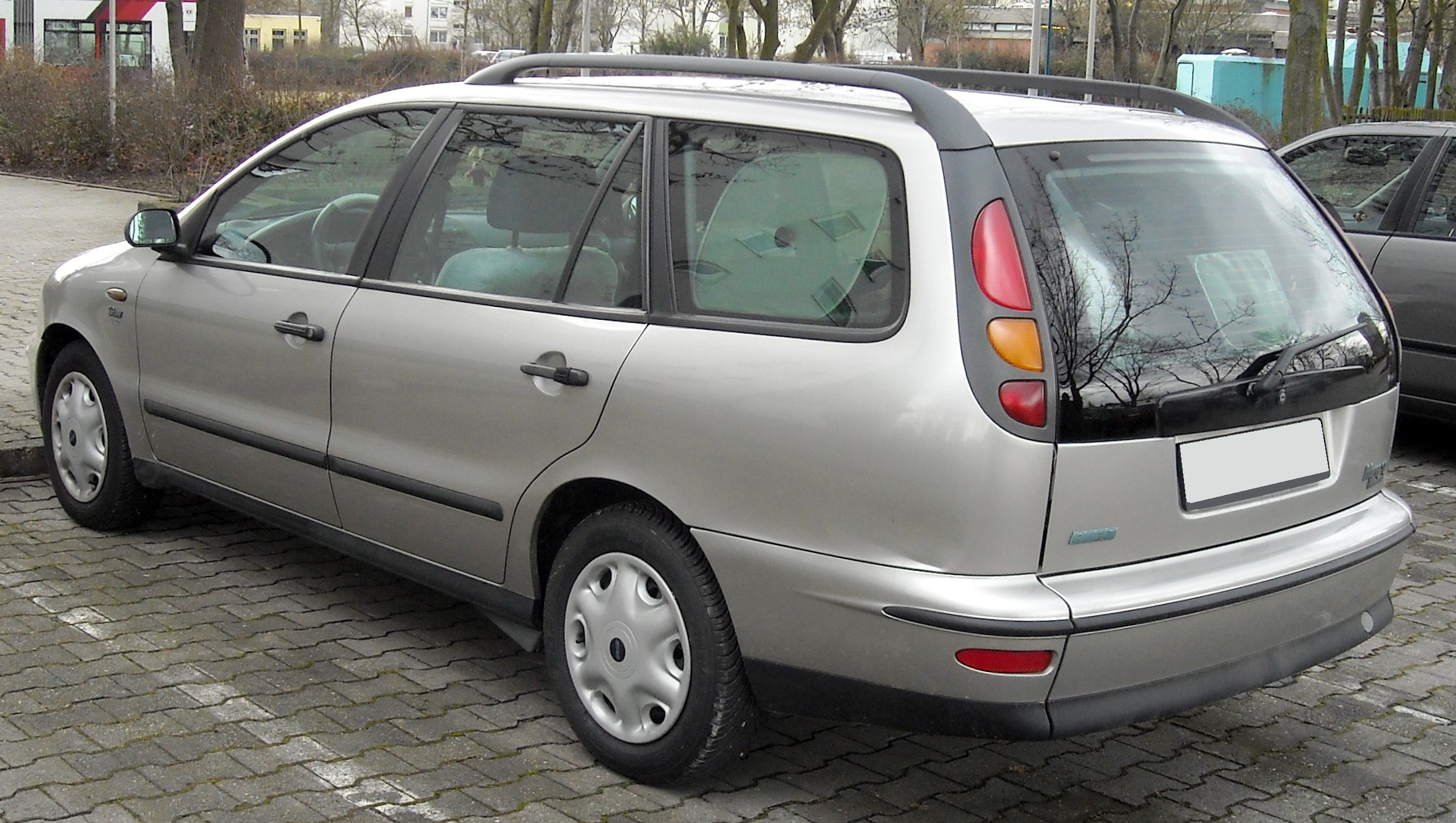
Fiat Marea Weekend

Ses motorisations essences s'échelonnent du 4 cylindres 1,6 litre 100 ch au sportif 5 cylindres 2.0 20V, 147 ch. Plus tardivement, le 2.0 20V fut poussé à 155 ch.
En Diesel, jusqu'en 2000, Fiat proposait des Turbos Diesel de 75, 100 et 125 ch. Puis arrivent les fameux moteurs JTD dont le 1.9 JTD de 105 puis 110 ch, et le 2.4 de 130 ch. Ce dernier ayant été retiré du catalogue avant terme, les JTD 130 sont plutôt rares.
La version Jtd 105 est celle qui a retenu le plus de suffrages parmi les acquéreurs, du fait de son homogénéité et de ses consommations réduites.
Côté essence, le 1.6 16v était un moteur surprenant de vivacité, il a même équipé les utilitaires dérivés du Fiat Scudo, les Citroën Jumpy et Peugeot Expert.
Entretemps, d'autres versions ont été insérées dans le catalogue, comme la version avec le moteur essence 5 cylindres 2.4 20 v de 185 ch.

### Essence
| Modèle      | Moteur        | Cylindrée | Puissance (ch)     | Couple (N m)       | 0 à 100 km/h  | Vitesse maxi   | Nota        |
| ----------- | ------------- | --------- | ------------------ | ------------------ | ------------- | -------------- | ----------- |
| 1.6 SX/ELX  | Fiat 182A4-4L | 1 581 cm3 | 103 à 5 750 tr/min | 144 à 4 000 tr/min | 10,7 s/11,1 s | 187 / 185 km/h | 1996 - 2002 |
| 1.8 ELX/HLX | Fiat 182A2-4L | 1 747 cm3 | 113 à 5 800 tr/min | 154 à 4 400 tr/min | 10 s/10,6 s   | 195 / 193 km/h | 1996 - 2000 |
| 2.0 HLX     | Fiat 182A1-5L | 1 998 cm3 | 147 à 6 100 tr/min | 186 à 4 500 tr/min | 8,7 s/9,3 s   | 207 / 205 km/h | 1996 - 1999 |
| 2.0 HLX     | Fiat 182A1-5L | 1 998 cm3 | 155 à 6 500 tr/min | 186 à 3 750 tr/min | 8,6 s/9,2 s   | 210 / 208 km/h | 1999 - 2000 |

### Diesel
| Modèle          | Moteur        | Cylindrée | Puissance (ch)     | Couple (N m)       | 0 à 100 km/h  | Vitesse maxi (km/h) | Nota        |
| --------------- | ------------- | --------- | ------------------ | ------------------ | ------------- | ------------------- | ----------- |
| TD 75 SX        | Fiat 182A8-4L | 1 910 cm3 | 75 à 4 200 tr/min  | 147 à 2 750 tr/min | 15,2 s/15,5 s | 167 / 165 km/h      | 1996 - 2001 |
| TD 100 SX/ELX   | Fiat 182A8-4L | 1 910 cm3 | 100 à 4 200 tr/min | 200 à 2 250 tr/min | 11,1 s/11,5 s | 180 / 179 km/h      | 1996 - 1999 |
| JTD 105 SX/ELX  | Fiat 182A7-4L | 1 910 cm3 | 105 à 4 000 tr/min | 200 à 1 500 tr/min | 10,8 s/11,2 s | 185 / 183 km/h      | 1999 - 2001 |
| JTD 110 SX/ELX  | Fiat 182A7-4L | 1 910 cm3 | 110 à 4 000 tr/min | 200 à 1 500 tr/min | 10,8 s/11,2 s | 188 / 186 km/h      | 2001 - 2002 |
| TD 125 ELX/HLX  | Fiat 185A2-5L | 2 387 cm3 | 124 à 4 000 tr/min | 265 à 2 000 tr/min | 10,5 s/11 s   | 195 / 193 km/h      | 1996 - 1999 |
| JTD 130 ELX/HLX | Fiat 185A6-5L | 2 387 cm3 | 130 à 4 000 tr/min | 304 à 2 000 tr/min | 10 s/10,3 s   | 197 / 195 km/h      | 1999 - 2001 |

## Finitions
Trois niveaux de finitions étaient disponibles : SX (base), ELX et HLX. Puis, en fin de commercialisation, la série spéciale St-Moritz.

### SX
- ABS (à partir de 1999)
- Airbag conducteur
- Airbag passager (à partir de 1999)
- Airbags latéraux AV (à partir de 2000)
- Climatisation automatique (à partir de 1999)
- Direction assistée
- Pare-chocs couleur carrosserie
- Radio cassette
- Siège conducteur réglable en hauteur
- Verrouillage centralisé
- Vitres avant électriques
- Volant réglable en hauteur

### ELX
Appelée aussi SX +
- Antibrouillards avant
- Climatisation automatique
- Dossier fractionné (à partir de 1999)
- Jantes en alliage (sur 2.4 TD puis sur tous les modèles à partir de 1999)
- Rétroviseurs électriques et dégivrants couleur carrosserie.
- Vitres arrière électriques (à partir de 1999)

### HLX
Aussi nommé ELX +
- ABS
- Airbag conducteur et passager + latéraux
- Dossier fractionné
- Jantes en alliage spécifiques
- Rétroviseurs électriques/dégivrants et couleur carrosserie
- Verrouillage centralisé avec télécommande avec alarme volumétrique
- Vitres arrière électriques
- Sellerie velours spécifique
- Sièges avant chauffants avec réglages électrique lombaires et hauteur (en option)
- Laves phares
- Volant et pommeau levier de vitesse revêtu de cuir

### Série limitée/Spéciale

#### St Moritz
- Année : 2002
- Motorisation : 1.6 16v 103 ch et 1.9 JTD 110 ch (uniquement Weekend)
- Équipement : Finition ELX + Peinture métallisée + Sellerie cuir + Radio CD

## La Fiat Marea dans le monde
La Fiat Marea a été fabriquée, outre en Italie :
- en Turquie par la filiale Fiat Auto locale, usine Tofas de Bursa, jusqu'au 31 juillet 2006, 17 282 exemplaires fabriqués,
- au Brésil, dans l'usine géante Fiat Automoveïs de Betim, de 1998 jusqu'en fin d'année 2008, 69 499 exemplaires de berlines et SW ont été produits.